# Miletus insignis
Miletus insignis är en fjärilsart som beskrevs av Otto Staudinger 1888. Miletus insignis ingår i släktet Miletus och familjen juvelvingar. Inga underarter finns listade i Catalogue of Life.